# Jevi (Imericia)
Jevi (en georgiano: ხევი) es un pueblo del oeste de Georgia, ubicado en el sureste de la región de Imericia y parte del municipio de Jaragauli. 

## Toponimia
El nombre antiguo del pueblo es Jevisjvari (en georgiano: ხევისჯვარი).  

## Geografía
Jevi se encuentra en la ladera occidental de la cordillera de Liji, a orillas del río Ricotuli y a 47 kilómetros de Jaragauli.

## Historia
Jevi se menciona por primera vez en las fuentes en el siglo XVI. 

## Demografía
La evolución demográfica de Jevi entre 2002 y 2014 fue la siguiente:
| 269                                             | 243 |
| (Fuente: Population of Georgia in Soviet times) |     |

Según el censo de 2014, los georgianos constituían el 99,2%.

## Infraestructura

### Arquitectura, monumentos y lugares de interés
Aquí hay restos de una iglesia medieval y una iglesia del siglo XIX en el pueblo. 

### Educación
En Jevi hay una escuela pública y una biblioteca.

### Transporte
El pueblo está conectado con Jaragauli por una carretera. 